# FDJ Nouvelle-Aquitaine Futuroscope/Saison 2019
Dieser Artikel beschreibt die Mannschaft und die Siege des Radsportteams FDJ Nouvelle-Aquitaine Futuroscope in der Saison 2019.

## Mannschaft
| Teamkader 2019                   | Teamkader 2019    | Teamkader 2019 | Teamkader 2019                   |
| Name                             | Geburtsdatum      | Land           | Vorheriges Team                  |
| -------------------------------- | ----------------- | -------------- | -------------------------------- |
| Charlotte Becker                 | 19. Mai 1983      | Deutschland    | Hitec Products-Birk Sport (2018) |
| Stine Borgli (1. Aug.–31. Dez.)  | 4. Juli 1990      | Norwegen       | Autoglas Wetteren (2018)         |
| Charlotte Bravard                | 12. Januar 1992   | Frankreich     | GSD Gestion (2012)               |
| Clara Copponi (1. Aug.–31. Dez.) | 12. Januar 1999   | Frankreich     | Bio Frais (2019)                 |
| Coralie Demay                    | 10. Oktober 1992  | Frankreich     |                                  |
| Eugénie Duval                    | 3. Mai 1993       | Frankreich     |                                  |
| Emilia Fahlin                    | 24. Oktober 1988  | Schweden       | Wiggle High5 (2018)              |
| Shara Gillow                     | 23. Dezember 1987 | Australien     | Rabo Liv Women (2016)            |
| Maëlle Grossetête                | 10. April 1998    | Frankreich     |                                  |
| Victorie Guilman                 | 25. März 1996     | Frankreich     | DN 17 Poitou-Charentes (2015)    |
| Lauren Kitchen                   | 21. November 1990 | Australien     | WM3 (2017)                       |
| Marie Le Net                     | 25. Januar 2000   | Frankreich     | Breizh Ladies (2018)             |
| Évita Muzic                      | 26. Mai 1999      | Frankreich     | VC Morteau Montbenoit (2017)     |
| Greta Richioud                   | 11. Oktober 1996  | Frankreich     |                                  |
| Jade Wiel                        | 2. April 2000     | Frankreich     | VC Morteau Montbenoit (2018)     |
|                                  |                   |                |                                  |
| Quelle: UCI                      |                   |                |                                  |

## Siege
| Siege    | Siege                                                  | Siege      | Siege  | Siege         | Siege |
| Datum    | Rennen                                                 | Staat      | Klasse | Siegerin      |       |
| -------- | ------------------------------------------------------ | ---------- | ------ | ------------- | ----- |
| 29. Jun. | Französische Meisterschaften, Straßenrennen der Frauen | Frankreich | CN     | Jade Wiel     |       |
| 18. Aug. | La Périgord Ladies                                     | Frankreich | 1.2    | Coralie Demay |       |